# 野生の眼/世紀末猟奇地帯
『野生の眼/世紀末猟奇地帯』（やせいのめ/せいきまつりょうきちたい、L'Occhio selvaggio）は、1967年公開のイタリア映画。監督はパオロ・カヴァラ。
いわゆる映画の裏側や内幕モノの映画だが、ドキュメンタリーとは名ばかりのヤラセ映画を撮っている監督を描く異色作。モデルとなった監督はグァルティエロ・ヤコペッティとも言われており、監督のバオロ・カヴァラは実際にヤコペッティ映画に関わった人物である。
ちなみに公開当時のタイトルは「野生の眼」だった。

## あらすじ
ドキュメンタリー映画監督のパオロはドキュメンタリーの世界に革命を起こしたいと考え、製作マネージャーのロッシに頼み、サハラ砂漠でのカモシカ狩りの計画を立てさせた。
パオロたち6人はジープで現地に赴くも、100キロ目辺りでエンストしたため徒歩での移動を余儀なくされた…というのは、パオロの計画のうちである。
次いで、彼はカメラマンのバルバラを連れてシンガポールのアヘン窟に行く。彼女はパオロの仕事ぶりに辟易しつつも、タイやベトナムでの撮影に付き合った。
ある日、ナイトクラブに爆弾が投げ込まれたという話を聞いたパオロは彼女たちをつれて現地へ赴く。そして、爆発の瞬間バルバラが建物の下敷きになってしまう。瀕死のバルバラを前に、パオロは自分たちを撮影するよう助手に命令する。

## キャスト
| 役名             | 俳優                     | 日本語吹替                                                              |
| 役名             | 俳優                     | 東京12ch版                                                              |
| ---------------- | ------------------------ | ----------------------------------------------------------------------- |
| パオロ           | フィリップ・ルロワ       | 納谷悟朗                                                                |
| バルバラ・ベイツ | デリア・ボッカルド       | 小谷野美智子                                                            |
| ヴァレンチノ     | ガブリエル・ティンティ   | 納谷六朗                                                                |
| ロッシ           | ジョルジオ・ガルジューロ | 藤本譲                                                                  |
| ジョン・ベイツ   | ラース・ブロック         | 池田勝                                                                  |
| 不明 その他      |                          | 田中康郎 巴菁子 小関一 江原正士 広瀬正志 塩沢兼人 佐久間あい 野崎貴美子 |
|                  |                          |                                                                         |
| 演出             | 演出                     | 鳥海俊材                                                                |
| 翻訳             | 翻訳                     | 大野隆一                                                                |
| 効果             |                          |                                                                         |
| 調整             | 調整                     | 甲野博資                                                                |
| 制作             | 制作                     | ザック・プロモーション                                                  |
| 解説             |                          |                                                                         |
| 初回放送         | 初回放送                 | 1976年11月16日 『火曜名画劇場』                                         |

## スタッフ
- 監督・原案・脚本：パオロ・カヴァラ
- 製作：ジョルジュ・マルシ
- 原案：ファビオ・カルピ、ウーゴ・ピロ
- 脚本：トニーノ・グエッラ、アルベルト・モラヴィア
- 撮影：マルチェロ・マシオッキ、ラファエル・マシオッキ
- 音楽：ジャンニ・マルケッティ